# Polygala lhunzeensis
Polygala lhunzeensis är en jungfrulinsväxtart som beskrevs av Cheng Yih Wu och S.K. Chen. Polygala lhunzeensis ingår i släktet jungfrulinssläktet, och familjen jungfrulinsväxter. Inga underarter finns listade i Catalogue of Life.